# Stenodynerus similis
Stenodynerus similis är en stekelart som först beskrevs av Smith 1857.  Stenodynerus similis ingår i släktet smalgetingar, och familjen Eumenidae. Inga underarter finns listade i Catalogue of Life.